# Luc Besson
Luc Paul Maurice Besson (París, 18 de marzo de 1959), conocido como Luc Besson, es un director de cine, guionista, escritor y productor francés. Entre sus obras se destacan El gran azul, Nikita, Léon, El quinto elemento, Juana de Arco, Arthur y los Minimoys, The Transporter, Lucy y Valerian y la ciudad de los mil planetas. Ha ganado numerosos premios franceses e internacionales de cine.

## Biografía

### Nacimiento e infancia
Sus padres eran instructores de submarinismo, por lo que pasó gran parte de su infancia viajando por zonas turísticas de Italia, Yugoslavia y Grecia.[cita requerida]

### Carrera
Después de trabajar como asistente de dirección y dirigir cuatro cortometrajes, debutó como director con Kamikaze 1999 (1982), un impresionante drama visual apocalíptico que se desarrolla totalmente sin diálogos. Luego vino la película del género policíaco Subway (1985), con Christopher Lambert e Isabelle Adjani en los papeles principales. Su obra sobre el tema de la apnea El gran azul (1988) se convirtió en una película de culto, pero fue rechazada mayoritariamente por la crítica. Nikita (1991), con Anne Parillaud, un largometraje sobre una joven criminal que recibe formación por parte de los servicios secretos para convertirse en una asesina, tuvo tal éxito en Estados Unidos, que el director John Badham rodó en 1993 una segunda versión con el título de La asesina (1993). También el documental marino Atlantis (1991) causó gran impresión por la belleza de la fotografía.[cita requerida]
Besson trabaja preferentemente con el actor francés Jean Reno, que interpretó el papel principal en Léon (1994). Esta película supuso el descubrimiento de Natalie Portman. Además, Besson se destaca por la colaboración que hace junto a Éric Serra, quien compone la música de sus películas.[cita requerida]
La costosa producción de ciencia ficción El quinto elemento (1997), con Bruce Willis y Milla Jovovich en los papeles estelares, fue un gran éxito de taquilla. Esta ha sido la película de presupuesto más alto entre todas las películas rodadas fuera del circuito de Hollywood, con aproximadamente 80 millones de dólares y recaudación de 263 millones de dólares; fue elogiada en el Festival de Cine de Cannes en 1997 y obtuvo siete nominaciones a los Premios César, donde ganó tres, incluido el premio César a mejor director para Luc Besson, además del Premio BAFTA a los mejores efectos especiales, una nominación al Premio de la Academia a Mejor Edición de Sonido y alabanzas por parte de la crítica. Además de Bruce Willis en el papel principal y Milla Jovovich, Gary Oldman volvió a colaborar con Besson en el papel de villano.[cita requerida]
En 1999 rodó Juana de Arco, una película de corte histórico que recrea la historia de la «Doncella de Orleans».[cita requerida]
En 2000 Besson fundó la empresa Europacorp para producir y distribuir películas a nivel internacional. El cineasta está interesado en la vida de los jóvenes en los suburbios franceses y creará una fundación para ello. «Me parece normal hacer algo por los demás», según ha declarado.[cita requerida]
Con Arthur y los Minimoys (2006), Besson llevó a la gran pantalla el cuento de cuatro volúmenes que él mismo escribió. En la versión en inglés se escuchan las voces de Madonna, Snoop Dogg y David Bowie, entre otros.[cita requerida]
El director escribió el guion de Taxi 4 (2007) y participó como productor en Flora Plum (2010), de la directora Jodie Foster.[cita requerida]
El 5 de junio de 2009 estrenó, junto con Yann-Arthus Bertrand, una película llamada Home que recopila asombrosas filmaciones aéreas que tratan de concienciar a la población mundial de los problemas ecológicos y la rápida escasez de los recursos naturales. Para que esta película se difundiera lo más ampliamente posible, tenía que ser gratuita. Un mecenas, el grupo PPR, permitió que lo fuese. Europacorp, que la distribuye, se comprometió en no tener ningún beneficio, porque Home no tiene ningún interés comercial. Su propósito principal es evitar agotar los recursos naturales e impedir una evolución catastrófica del clima de la Tierra.[cita requerida]

## Filmografía
Director
- 1983, Le Dernier Combat
- 1985, Subway
- 1988, El gran azul
- 1990, Nikita
- 1991, Atlantis, documental
- 1994, Léon (el profesional)
- 1997, El quinto elemento
- 1999, Juana de Arco
- 2005, Angel-A
- 2006, Arthur y los Minimoys
- 2009, Arthur y la venganza de Maltazard
- 2010, Les Aventures extraordinaires d'Adèle Blanc-Sec
- 2011, Arthur y la guerra de los mundos
- 2011, The Lady
- 2013, Malavita
- 2014, Lucy
- 2017, Valerian y la ciudad de los mil planetas
- 2019, Anna
- 2023, Dogman

Productor
- 1998, Taxi Express
- 2001, Wasabi
- 2001, Yamakasi
- 2002, The Transporter
- 2002, Blanche
- 2004, Banlieue 13
- 2005, Transporter 2
- 2005, Revólver
- 2008, Taken
- 2008, Transporter 3
- 2009, Home
- 2009, Staten Island
- 2009, Banlieue 13: Ultimatum
- 2010, Desde París con amor
- 2011, Colombiana
- 2012, Taken 2
- 2014, Tres días para matar
- 2015, Taken 3
- 2016, Nine Lives
- 2017, Valerian y la ciudad de los mil planetas
- 2019, Anna

Guionista
- 2009, Banlieue 13: Ultimatum
- 2010, Taken
- 2012, Lockout
- 2012, Taken 2
- 2014, Brick Mansions
- 2014, Lucy
- 2015, Taken 3
- 2017, Valerian y la ciudad de los mil planetas

Videoclips
- 1983, Pull Marine : Isabelle Adjani
- 1988, Mon Légionnaire : Serge Gainsbourg
- 1993, Que mon coeur lâche : Mylène Farmer
- 2003, Love Profusion : Madonna